# Ovjurskij kožuun
L'Ovjurskij kožuun (in russo Овюрский кожуун?; in tuvano: Өвүр кожуун) è un distretto della Repubblica di Tuva, nella Siberia Orientale. Occupa una superficie di 4 522,50 km², è suddiviso in 6 sumon, ospita una popolazione di circa 7 380 abitanti e ha come capoluogo il villaggio di Chandagajty.